# Velika nagrada Malezije 2009
Velika nagrada Malezije 2009 je bila druga dirka Svetovnega prvenstva Formule 1 v sezoni 2009. Odvijala se je 5. aprila 2009 na dirkališču Sepang International Circuit v Sepangu. Za dirko je bilo načrtovanih 56 krogov, toda zaradi hudega tropskega naliva je bila prekinjena v 33-em krogu, za končni rezultat so šteli rezultati po koncu 31-ega kroga. Drugič zapored je zmagal Jenson Button, moštvo Brawn GP, z najboljšega štartnega položaja, Nick Heidfeld, BMW Sauber je osvojil drugo mesto, Timo Glock, Toyota, pa tretje. 
Ker dirkači niso prevozili predpisane razdalje 75% dirke, v tem primeru 42-ih krogov, ki jo določajo pravila za podelitev celotnih prvenstvenih točk, so bile podeljene polovične točke. To se je zgodilo petič v zgodovini Formule 1 in prvič po dirki za Veliko nagrado Avstralije 1991. Razdalja 171,833 km je bila peta najkrajša razdalja prvenstvene dirke Formule 1 v zgodovini Formule 1.

## Rezultati
‡ - dirkalniki opremljeni s sistemom KERS, * - kazen.

### Kvalifikacije
| Poz | Št | Dirkač               | Konstruktor          | 1. del   | 2. del   | 3. del   | Št. m. |
| --- | -- | -------------------- | -------------------- | -------- | -------- | -------- | ------ |
| 1   | 22 | Jenson Button        | Brawn-Mercedes       | 1:35,058 | 1:33,784 | 1:35,181 | 1      |
| 2   | 9  | Jarno Trulli         | Toyota               | 1:34,745 | 1:33,990 | 1:35,273 | 2      |
| 3   | 15 | Sebastian Vettel     | Red Bull-Renault     | 1:34,935 | 1:34,276 | 1:35,518 | 13*    |
| 4   | 23 | Rubens Barrichello   | Brawn-Mercedes       | 1:34,681 | 1:34,387 | 1:35,651 | 8*     |
| 5   | 10 | Timo Glock           | Toyota               | 1:34,907 | 1:34,258 | 1:35,690 | 3      |
| 6   | 16 | Nico Rosberg         | Williams-Toyota      | 1:35,083 | 1:34,547 | 1:35,750 | 4      |
| 7   | 14 | Mark Webber          | Red Bull-Renault     | 1:35,027 | 1:34,222 | 1:35,797 | 5      |
| 8   | 5  | Robert Kubica        | BMW Sauber           | 1:35,166 | 1:34,562 | 1:36,106 | 6      |
| 9   | 4‡ | Kimi Räikkönen       | Ferrari              | 1:35,476 | 1:34,456 | 1:36,170 | 7      |
| 10  | 7‡ | Fernando Alonso      | Renault              | 1:35,260 | 1:34,706 | 1:37,659 | 9      |
| 11  | 6‡ | Nick Heidfeld        | BMW Sauber           | 1:35,110 | 1:34,769 |          | 10     |
| 12  | 17 | Kazuki Nakadžima     | Williams-Toyota      | 1:35,341 | 1:34,788 |          | 11     |
| 13  | 1‡ | Lewis Hamilton       | McLaren-Mercedes     | 1:35,280 | 1:34,905 |          | 12     |
| 14  | 2‡ | Heikki Kovalainen    | McLaren-Mercedes     | 1:35,023 | 1:34,924 |          | 14     |
| 15  | 11 | Sébastien Bourdais   | Toro Rosso-Ferrari   | 1:35,507 | 1:35,431 |          | 15     |
| 16  | 3‡ | Felipe Massa         | Ferrari              | 1:35,642 |          |          | 16     |
| 17  | 8‡ | Nelsinho Piquet      | Renault              | 1:35,708 |          |          | 17     |
| 18  | 21 | Giancarlo Fisichella | Force India-Mercedes | 1:35,908 |          |          | 18     |
| 19  | 20 | Adrian Sutil         | Force India-Mercedes | 1:35,951 |          |          | 19     |
| 20  | 12 | Sébastien Buemi      | Toro Rosso-Ferrari   | 1:36,107 |          |          | 20     |

### Dirka
| Poz | Št | Dirkač               | Konstruktor          | Krogi | Čas/Odstop | Št. m. | Toč |
| --- | -- | -------------------- | -------------------- | ----- | ---------- | ------ | --- |
| 1   | 22 | Jenson Button        | Brawn-Mercedes       | 31    | 55:30,622  | 1      | 5   |
| 2   | 6‡ | Nick Heidfeld        | BMW Sauber           | 31    | + 22,722 s | 10     | 4   |
| 3   | 10 | Timo Glock           | Toyota               | 31    | + 23,513 s | 3      | 3   |
| 4   | 9  | Jarno Trulli         | Toyota               | 31    | + 46,173 s | 2      | 2,5 |
| 5   | 23 | Rubens Barrichello   | Brawn-Mercedes       | 31    | + 47,360 s | 8      | 2   |
| 6   | 14 | Mark Webber          | Red Bull-Renault     | 31    | + 52,333 s | 5      | 1,5 |
| 7   | 1‡ | Lewis Hamilton       | McLaren-Mercedes     | 31    | + 1:00,733 | 12     | 1   |
| 8   | 16 | Nico Rosberg         | Williams-Toyota      | 31    | + 1:11,576 | 4      | 0,5 |
| 9   | 3‡ | Felipe Massa         | Ferrari              | 31    | + 1:16,932 | 16     |     |
| 10  | 11 | Sébastien Bourdais   | Toro Rosso-Ferrari   | 31    | + 1:42,164 | 15     |     |
| 11  | 7‡ | Fernando Alonso      | Renault              | 31    | + 1:49,422 | 9      |     |
| 12  | 17 | Kazuki Nakadžima     | Williams-Toyota      | 31    | + 1:56,130 | 11     |     |
| 13  | 8‡ | Nelson Piquet Jr.    | Renault              | 31    | + 1:56,713 | 17     |     |
| 14  | 4‡ | Kimi Räikkönen       | Ferrari              | 31    | + 2:22,841 | 7      |     |
| 15  | 15 | Sebastian Vettel     | Red Bull-Renault     | 30    | Zavrten    | 13     |     |
| 16  | 12 | Sébastien Buemi      | Toro Rosso-Ferrari   | 30    | Zavrten    | 20     |     |
| 17  | 20 | Adrian Sutil         | Force India-Mercedes | 30    | +1 krog    | 19     |     |
| 18  | 21 | Giancarlo Fisichella | Force India-Mercedes | 29    | Zavrten    | 18     |     |
| Ods | 5  | Robert Kubica        | BMW Sauber           | 1     | Motor      | 6      |     |
| Ods | 2‡ | Heikki Kovalainen    | McLaren-Mercedes     | 0     | Zavrten    | 14     |     |